# Friesisch-Sächsische Sprachen

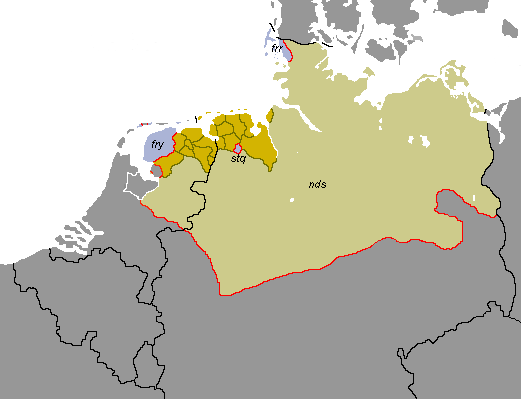
Niederdeutsch
Friesisch-Sächsisch (mögliche Anwendung des Begriffs)
Friesisch

Friesisch-sächsisch ist eine Bezeichnung für eine Gruppe westgermanischer Varietäten an der südlichen Nordseeküste in den Niederlanden und Deutschland. Er wurde von dem niederländischen Dialektologen Johan Winkler im 19. Jahrhundert für seine Einteilung der niederdeutschen, niederländischen und friesischen Dialekte eingeführt und in der Folgezeit zunächst noch einige Male rezipiert. In der modernen Linguistik ist er nicht gebräuchlich.
Für gemeinhin werden unter dem Begriff friesisch-sächsisch (oder friso-sächsisch) jene niederdeutschen bzw. niedersächsischen Dialekte zusammengefasst, die sich in ehemals friesischsprachigen Regionen ab dem Mittelalter etablierten und das Friesische als Volkssprache ersetzten. In solchen Dialekten ist häufig ein friesisches Substrat deutlich erkennbar. Dies betrifft hauptsächlich das ostfriesische und nordoldenburgische Niederdeutsch sowie das Groninger Niedersächsische, die sich beide in ähnlicher Weise auf Grundlage der ostfriesischen Sprache entwickelten, eingeschränkt aber auch auf das Niederdeutsche im Land Wursten.
Die linguistische Inkonsistenz des Begriffs zeigt sich daran, dass verschiedene Varietäten unter denselben Terminus fallen, die zu unterschiedlichen Zeiten unter unterschiedlichen Bedingungen von unterschiedlichen friesischen Sprachen beeinflusst wurden und dementsprechend keine einheitlichen Merkmale zeigen können, die auf diesen Sprachkontakt zurückgehen. Beispielsweise wird auch das Stellingwerfs, der niedersächsische Dialekt in den Stellingwerven, als friesisch-sächsischer Dialekt bezeichnet. Anders als etwa das ostfriesische Niederdeutsch hat diese Varietät kein ostfriesisches Substrat, sondern ein westfriesisches Adstrat. Sprachliche Einflüsse jenseits des Friesischen werden in dieser Klassifizierung zudem ignoriert.
Ein analog verwendeter und ebenso von Johan Winkler 1874 eingeführter Terminus ist friso-fränkisch, der auf gleiche Weise die niederfränkischen bzw. niederländischen Varietäten zusammenfassen soll, die sich im Kontakt mit der der westfriesischen Sprache entwickelt haben, z. B. Stadtfriesisch, Bildts und die west-friesischen Dialekte.
Diese von Winkler eingeführten Begriffen sind also nicht geeignet, gemeinsame linguistische Eigenschaften zu bezeichnen. Sie beziehen sich daher eher auf historische kulturelle Zusammenhänge aus der frisozentrischen Sichtweise Winklers, der aus der niederländischen Provinz Friesland stammte.